# 红松东路
红松东路，是一條位於中國上海市闵行区虹桥镇境内的道路。西至虹许路，东至徐汇区宋园路。。